# Almuth Schult
Almuth Schult, född 9 februari 1991 i Dannenberg, är en tysk fotbollsmålvakt som spelar för VfL Wolfsburg.
Schult blev olympisk guldmedaljör i fotboll vid sommarspelen 2016 i Rio de Janeiro.